# Nakon
Nakon, anche conosciuto come Naco, Nacon o Nacconis, (... – 965/6) è stato un sovrano obodrita, Samtherrscher della federazione obodrita dal 955 fino al 965 o 966.
Le principali fonti storiche su Nakon sono la Rerum gestarum Saxonicarum di Vitichindo di Corvey e la Chronicon di Tietmaro di Merseburgo. Viene menzionato anche negli scritti del mercante arabo Ibrahim ibn Ya'qub che nel 965 lo indica come il principe più importante e re degli slavi occidentali.
Nakon fu sovrano degli Obodriti co-regnante insieme al fratello Stoignew. Dalla morte del fratello (avvenuta nel 955 durante la battaglia del Raxa) Nakon regnò da solo fino alla sua morte (965 o 966). Nakon e il fratello furono i fondatori della dinastia dei Naconidi che regnò sugli Obodriti fino al 1127.
La data di nascita di Nakon non è nota e il primo riferimento a lui si trova nella storia sassone di Vitichindo di Corvey che lo cita nell'anno 954 insieme al fratello Stoignew indicandoli come subregulus barbarorum. Anche la data di morte non è conosciuta ma si può presumere che sia dopo il 965 (data della citazione di Ibrahim ibn Ya'qub) e prima del 967 in cui come re degli Abodriti viene citato Mistav (meglio conosciuto come Mstivoj), figlio di Nakon.